# Массовое убийство в Буффало (2022)
14 мая 2022 года в супермаркете Tops Friendly Markets в районе Кингсли города Буффало, штат Нью-Йорк, произошло массовое убийство, совершённое огнестрельным оружием. Десять человек были убиты и ещё трое получили ранения; почти все погибшие были афроамериканцами. Подозреваемый, опознанный как 18-летний Пэйтон С. Гендрон из Конклина, штат Нью-Йорк, был взят под стражу и обвинён в убийстве первой степени. 15 февраля 2023 года Гендрон был приговорён к пожизненному лишению свободы без права на условно-досрочное освобождение.
Во время совершения массового убийства стрелок транслировал происходящее на платформе Twitch. Перед нападением он написал манифест, в котором назвал себя сторонником превосходства белой расы и выразил поддержку теории заговора о «Великом замещении». Он вёл личный онлайн дневник в чате Discord, описав в нём подготовку к нападению. Стрелок подражал и выражал поддержку другим массовым убийцам, в особенности Брентону Тарранту, который также написал манифест и организовал прямую трансляцию массового убийства, совершаемого им.
Нападение было охарактеризовано как акт внутреннего терроризма и расследовалось как преступление, имеющее расистские мотивы.

## События
Около 14:30 по восточному времени (UTC−4) стрелок прибыл в супермаркет Tops на Джефферсон-авеню, в районе Кингсли на востоке города Буффало, с большой долей чернокожего населения. Он был одет в бронежилет и шлем военного образца, вооружён тремя видами огнестрельного оружия — модифицированной винтовкой Bushmaster XM-15, охотничьим карабином Savage Arms Axis XP и дробовиком Mossberg 500. Ружьё и дробовик были найдены в машине подозреваемого. На шлеме была установлена камера, с помощью которой велась прямая трансляция нападения на Twitch. Когда он приблизился к месту стрельбы, в прямом эфире прозвучала его фраза: «Просто должен пойти на это».
На парковке он выстрелил в четырёх человек, трое из которых скончались. Затем вошёл в магазин и выстрелил ещё в восемь человек, шестеро из которых погибли. По сообщениям источника CBS News в правоохранительных органах, во время нападения стрелок выкрикивал расовые оскорбления. В какой-то момент вооружённый охранник, бывший сотрудник полицейского управления Буффало Аарон Солтер Младший выстрелил в нападавшего, но пулю остановил бронежилет. Стрелок открыл ответный огонь по Солтеру, который от полученных ран скончался на месте. Также он направил оружие на белого человека, спрятавшегося за кассой, но не стал стрелять и извинился.
Около 14:31 в полицию Буффало поступило сообщение о стрельбе в магазине, на место были направлены две полицейские машины. В 14:33 полицейские запросили подкрепление, сказав, что видят тела, лежащие снаружи здания, и слышат выстрелы. В 14:34 о стрельбе были проинформированы другие полицейские.
Стрелок подошёл к передней части здания, где полицейские смогли уговорить его бросить оружие после того, как он, как сообщалось, приставил его к своей шее. В 14:36 полицейские отчитались об аресте подозреваемого. После ареста подозреваемый сделал «тревожные заявления» относительно своих мотивов и душевного состояния.

## Подозреваемый

### Личность подозреваемого
Подозреваемый, опознанный судом как Пэйтон С. Гендрон, — 18-летний белый мужчина. По данным полиции, он не из Буффало и ехал в течение трёх с половиной часов на место стрельбы из своего родного города Конклин, расположенного примерно в 320 километрах от Буффало. Гендрон окончил старшую школу «Саскуэханна-Вэлли», а затем был зачислен в общественный колледж «Сани Брум» в Бингемтоне. Его одноклассники в интервью The New York Times рассказали, что он был тихим и редко посещал очные занятия, демонстрировал целый ряд особенностей поведения, например надевал на занятия защитный костюм.
По заявлению полиции, Гендрон был в Буффало за день до стрельбы, чтобы изучить супермаркет Tops, в котором позже совершит массовое убийство. Окружной прокурор заявил о получении доказательств расистских мотивов Гендрона. По данным полиции, Гендрон изучал нападения на почве ненависти.

### Манифест
Гендрон написал 180-страничный манифест, опубликованный до стрельбы, в основном касающийся темы массовой иммиграции. Манифест был первоначально размещен в Google Docs вечером 12 мая, за два дня до нападения, и, согласно данным файла, с тех пор не изменялся. Правоохранительные органы изучают документ.
Манифест пропагандирует ультраправую теорию заговора Рено Камю о «Великом замещении». Согласно ей, белые подвергаются геноциду из-за иммиграции и искусственного снижения рождаемости среди белых. В манифесте утверждается, что евреи и элита несут ответственность за иммиграцию небелых, чернокожие непропорционально убивают белых людей, и небелые полностью уничтожат белую расу. Он также выразил поддержку ультраправым массовым стрелкам Дилану Руфу, Андерсу Берингу Брейвику и Брентону Тарранту. 28 % документа заимствованы из других источников, в основном манифеста Тарранта. Гендрон характеризует себя как фашиста, сторонника превосходства белой расы и антисемитизма. Он принял эти идеологические позиции после посещения раздела /pol/ на 4chan и просмотра «инфографики, шитпостов и мемов» в начале пандемии COVID-19.
Согласно манифесту, планирование нападения началось в январе 2022 года. Было выбрано Буффало, потому что это ближайший к дому стрелка город с наибольшим количеством чернокожих жителей. Манифест содержит биографическую информацию, включая дату рождения, совпадающую с датой рождения подозреваемого, находящегося под стражей. Помимо этого, в нём есть подробная информация о подготовке к стрельбе, а также план поездки в чернокожий район Буффало после нападения на супермаркет для проведения дальнейших нападений.

### Угрозы ученикам
В июне 2021 года полиция округа Брум заинтересовалась Гендроном после того, как сделал угрожающее заявление в своей старшей школе.  Как рассказал губернатор штата Нью-Йорк Кэти Хочул, когда учитель спросил его о планах после окончания учебного года, он ответил: «Я хочу убить и покончить с собой». Его направили в больницу для оценки психического здоровья и консультирования. Он был освобождён после того, как его продержали там полтора дня. Ему не было предъявлено никаких обвинений в связи с этим инцидентом. Полиция штата Нью-Йорк не добивалась от суда штата приказа изъять оружие из владения Гендрона. Это обследование, в соответствии с федеральным законом об оружии, не стало бы проблемой при покупке оружия.
Гендрон сказал полиции, что пошутил. Следователи не увидели в его действиях серьёзной угрозы.

### Оружие
На своей винтовке Bushmaster XM-15, по сообщениям, он написал слово «ниггер». The Daily Beast, ссылаясь на источник в правоохранительных органах, сообщило, что он также написал на ней имена одной или нескольких жертв нападения на Рождественский парад в Уокешо. Перед массовым убийством Гендрон незаконно модифицировал винтовку, увеличив максимальное количество принимаемых патронов до тридцати, что является противозаконным в штате Нью-Йорк, где установлено ограничение в десять патронов.

### Чаты Discord
По данным Daily Intelligencer, у него была учётная запись на платформе Discord, на которой он «размещал пункты списка дел в рамках подготовки к атаке». Как следует из истории чатов, стрелок вёл личный онлайн дневник, даты записей в котором охватывают период с ноября 2021 года по 13 мая 2022 года. В чатах есть фотографии Гендрона. Также в них содержатся записи о планах ноября 2021 года вести прямую трансляцию во время массового убийства чернокожих людей. Он заявил об авторстве поста на 4chan от 9 ноября 2021 года, в котором говорилось: «Событие Брентона Тарранта скоро повторится». Нападение первоначально готовилось на 15 марта, в годовщину стрельбы в мечетях Крайстчерча.
В онлайн-дневнике также были зарисовки внутренней планировки супермаркета Tops. Упоминается посещение супермаркета 8 марта. Отмечается количество чернокожих и белых людей в супермаркете. Стрелок рассматривал возможность нападения в различных местах, например, супермаркет Walmart в Рочестере, штат Нью-Йорк, прежде чем, наконец, выбрать Tops в Буффало. Другие места, которые рассматривались в качестве цели, включали школы, церкви, торговые центры с преимущественно чернокожими посетителями. Он также рассматривал синагоги, но быстро отказался от этого. Указывается использование доступных в Google данных для определения самого загруженного времени в супермаркете.
В онлайн-дневнике стрелок описал себя как социально изолированного человека, написав: «Я хотел бы сказать, что у меня было вполне нормальное детство, но это не так», «Дело не в том, что я не люблю других людей, просто они заставляют меня чувствовать себя так неловко. Вероятно, потратил годы своей жизни, просто находясь в Сети. И, честно говоря, я жалею об этом. Я нечасто ходил в гости к друзьям, не ходил ни на какие вечеринки или что-то в этом роде. Каждый день после школы я просто шёл домой, играл в игры и смотрел YouTube, в основном сам по себе». В другой записи он добавил: «Если бы я мог вернуться в прошлое, возможно, я бы сказал себе отвалить от 4chan... и прожить настоящую жизнь». Также описывается убийство и нанесение увечий кошке.
В сообщении от 9 декабря 2021 года описано пребывание в отделении неотложной помощи больницы в течение 20 часов 28 мая 2021 года из-за намёка на его намерение совершить убийство-самоубийство. Он описал пребывание в больнице как очень негативный опыт. В других записях опубликованы фотографии модификаций, которые он внёс в свою винтовку, чтобы её можно было оснастить магазинами на 30 патронов, в сообщении указано понимание незаконности этого в штате Нью-Йорк. Он также опубликовал подробную информацию о получении другого снаряжения для нападения: бронежилет и шлем. Примерно за 30 минут до начала стрельбы, приглашения в чат, в котором размещались журналы онлайн дневника, были отправлены небольшой группе других пользователей Discord. По словам представителя Discord, не обнаружено никаких посещений страницы другими пользователями до этого. Также были отправлены ссылки на прямую трансляцию, на которой будет показано нападение.

## Жертвы и раненые
Стрелок выстрелил в 13 человек — 11 чернокожих и двоих белых. Десять погибли. Самой старшей из жертв было 86 лет, а самой младшей — 20. Трое раненых были сотрудниками магазина. Вооружённый охранник, который выстрелил в нападающего, погиб. По состоянию на 15 мая, двое из пострадавших госпитализированы в Медицинском центре округа Эри в стабильном состоянии.

## Расследование
Шериф округа Эри Джон Гарсия заявил, что стрельба была «прямым преступлением на почве расовой ненависти». Глава местного отделения ФБР Стивен Бэлонгия сообщил журналистам, что агентство расследует произошедшее как преступление на почве ненависти, так и акт насильственного экстремизма на почве расизма.
Полиция арестовала подозреваемого и доставила его в полицейское управление Буффало. Родители подозреваемого сотрудничали со следователями и были допрошены. По словам комиссара полиции Буффало, стрелок планировал продолжить нападение вне супермаркета.

## Судебное разбирательство
Подозреваемому в убийстве было предъявлено обвинение в городском суде Буффало, однако обвиняемый не признал вины. Ему был предоставлен государственный защитник. Слушание по уголовному делу было назначено на 19 мая перед большим жюри присяжных. В настоящее время подозреваемый содержится под стражей без права внесения залога под Suicide watch. Генеральный прокурор Меррик Гарланд заявил о расследовании стрельбы «как преступление на почве ненависти и акт насильственного экстремизма на расовой почве».
19 мая было объявлено о предъявлении жюри присяжных обвинения в убийстве первой степени в соответствии с решением, которое было вынесено днём ранее.
15 февраля 2023 года Гендрон был приговорён к десяти пожизненным срокам без права на досрочное освобождение.

## Прямая трансляция нападения
Twitch подтвердил, что платформа использовалась для трансляции стрельбы. Учётная запись, разместившая прямую трансляцию, была заблокирована на неопределённый срок. Вице-президент отдела по вопросам доверия и безопасности Twitch Анджела Хессион, заявила об удалении трансляции «менее чем через две минуты после начала стрельбы»; неизвестно, продолжалась ли активная стрельба в то время. Трансляцию на пике смотрели не менее 22 человек. Один из зрителей записал трансляцию и выложил запись на сайте Streamable, где она к 15 мая набрала более 3 миллионов просмотров.
В своём манифесте Гендрон написал как он пришёл к решению транслировать массовое убийство: во время чтения политического раздела /pol/ на 4chan наткнулся на запись с трансляции Брентона Тарранта, который в прямом эфире на Facebook Live совершил массовое убийство. Он предпочёл именно Twitch, а не Facebook, потому что «сейчас только у бумеров есть аккаунт на Facebook», а правила платформы могли бы снизить охват трансляции.
Учётная запись на Twitch была создана в 2017 году, но использовалась в основном для просмотра других стримеров. В марте 2022 года стрелок провёл тестовую трансляцию. Перед совершением нападения разместил ссылку на трансляцию и расистское высказывание в чате Discord. Свою трансляцию Гендрон назвал «Test for real», она длилась около 25 минут. Бо́льшую часть времени трансляции содержат кадры того, как он едет до места стрельбы в своей машине, разговаривая сам с собой. Затем останавливается на парковке супермаркета и начинает стрелять.

## Реакция
Президент США Джо Байден помолился за жертв и их семьи и назвал стрельбу «преступлением на почве ненависти» и «актом внутреннего терроризма». Премьер-министр Канады Джастин Трюдо заявил, что канадцы скорбят вместе с жителями Буффало, и осудил нападение. Буффало находится на границе с Канадой и примыкает к Форт-Эри (Онтарио). Мэр Ниагара-Фолс (Онтарио) Джим Диодати позвонил мэру Буффало Байрону Брауну, чтобы выразить свою солидарность с Буффало. Флаги в Ниагара-Фолс были приспущены в память о жертвах.
В статье, опубликованной The Guardian, говорится, что вера стрелка в теорию заговора о «Великой замене» вновь привлекла пристальное внимание республиканских деятелей США, которые продвигали теории демографической замены, таких как Такер Карлсон, ведущий телеканала Fox News. National Review раскритиковали статью, заявив, что стрелок никогда не упоминал Такера Карлсона и даже выражал ненависть к Fox News в своём манифесте.
Предоставленный Гендрону шанс мирно сдаться и быть арестованным полицией подвергся критике со стороны чернокожих жителей Буффало. Они сопоставили это со случаями стрельбы по безоружным чернокожим мужчинам по всей территории США, окончившиеся смертью преступников, включая случаи, связанные с полицейским управлением Буффало.
Первый заместитель Постоянного представителя Российской Федерации при ООН Дмитрий Полянский опубликовал в Telegram-канале пост, в котором обратил внимание на то, что стрелок использовал в своём манифесте символ «Чёрное Солнце», использующийся, в том числе, подразделением Национальной гвардии Украины «Азов», а «западные» СМИ, по его мнению, не будут освещать этот «неудобный» факт.